# Fernando Pacheco
Fernando Pacheco Flores (Badajoz, 18 mei 1992) is een Spaans voetballer die als doelman speelt. Hij verruilde Real Madrid in augustus 2015 voor Deportivo Alavés. Door een clausule in het contract heeft Real Madrid de mogelijkheid om de doelman terug te kopen.

## Clubcarrière
Pacheco werd op zijn veertiende opgenomen in de jeugd van Real Madrid. Daarvoor speelde hij bij Obandino en Flecha Negra. Op 20 december 2011 debuteerde hij voor Real Madrid, tegen SD Ponferradina in de Copa del Rey, als invaller voor Antonio Adán. Op 2 juni 2013 debuteerde hij voor Real Madrid Castilla, in de Segunda División tegen AD Alcorcón. Tijdens het seizoen 2013/14 was hij vaste doelman van Real Madrid Castilla. In de zomer van 2015 tekende Pacheco een contract bij Deportivo Alavés, de nummer 13 van het voorgaande seizoen van de Segunda División. Hij tekende een contract tot medio 2018

## Interlandcarrière
Pacheco won met Spanje –19 het EK –19 in 2011. Later speelde hij ook interlands voor Spanje –20  en Spanje –21.

## Erelijst
Real Madrid
- Wereldkampioen clubteams

2014
1 Sivera ·
2 Gorosabel ·
3 Duarte ·
4 Sedlar ·
5 Abqar ·
6 Guevara ·
7 Sola ·
8 Blanco ·
10 Hagi ·
11 Rioja  ·
14 Tenaglia ·
15 García ·
16 Marín ·
17 Alkain ·
18 Guridi ·
20 Simeone ·
21 Rebbach ·
22 Vicente ·
23 Benavídez ·
26 Álvarez ·
26 López ·
29 Panichelli ·
31 Owono ·
32 Omorodion ·
33 Rodríguez ·
Coach: García